# Układ pomiarowo-rozliczeniowy energii elektrycznej
Układ pomiarowo-rozliczeniowy energii elektrycznej – liczniki i inne urządzenia pomiarowe lub pomiarowo-rozliczeniowe, w szczególności: liczniki energii czynnej, liczniki energii biernej oraz przekładniki prądowe i napięciowe, a także układy połączeń między nimi, służące bezpośrednio lub pośrednio do pomiarów energii elektrycznej i rozliczeń za tę energię.
Urządzenia wchodzące w skład każdego układu pomiarowo-rozliczeniowego muszą spełniać wymagania prawa, a w szczególności posiadać legalizację i/lub certyfikat zgodności z wymaganiami zasadniczymi (MID) i/lub homologację, zgodnie z wymaganiami określonymi dla danego urządzenia.
W przypadku urządzeń, dla których nie jest wymagana legalizacja lub homologacja, urządzenie musi posiadać odpowiednie świadectwo potwierdzające poprawność pomiarów (świadectwo wzorcowania). Powyższe badania powinny być wykonane przez uprawnione laboratoria posiadające akredytację w przedmiotowym zakresie zgodnie z obowiązującymi normami oraz przepisami. Okres pomiędzy kolejnymi wzorcowaniami tych urządzeń (z wyjątkiem przekładników pomiarowych prądowych i napięciowych) nie powinien przekraczać okresu ważności cech legalizacyjnych lub zabezpieczających (MID) licznika energii czynnej zainstalowanego w tym samym układzie pomiarowo-rozliczeniowym.

## Miejsce instalacji
W Polsce większość spółek dystrybucyjnych wymaga aby układy pomiarowo-rozliczeniowe były instalowane w następujących lokalizacjach:
- w przypadku wytwórców – po stronie górnego napięcia transformatorów blokowych i transformatorów potrzeb ogólnych,
- w przypadku odbiorców – na napięciu sieci, do której dany odbiorca jest przyłączony,
- w przypadku wytwórców posiadających odnawialne źródła energii oraz źródła pracujące w skojarzeniu, dodatkowo na zaciskach generatorów źródeł wytwórczych, dla których wymagane jest potwierdzanie przez OSD ilości energii elektrycznej, niezbędne do uzyskania świadectw pochodzenia w rozumieniu ustawy Prawo energetyczne.

Na wniosek odbiorcy, za zgodą OSD dopuszcza się instalację układów pomiarowych po stronie niskiego napięcia transformatora, dla odbiorców III grupy przyłączeniowej dla transformatorów o mocy do 400 kVA. Zgoda OSD uwarunkowana jest m.in. zastosowaniem układu kompensacji strat jałowych transformatora oraz akceptacją przez odbiorcę doliczenia określonych strat energii elektrycznej.

## Kategorie układów pomiarowych[2]
Rozwiązania techniczne poszczególnych układów pomiarowych dzieli się na 10 kategorii.
| Kategoria | Napięcie przyłączenia podmiotu | Moc pobierana lub wprowadzana do sieci              |
| --------- | ------------------------------ | --------------------------------------------------- |
| A         | 110 kV i wyższe                |                                                     |
| B1        | poniżej 110 kV i powyżej 1 kV  | Moc pobierana nie większa niż 40 kW                 |
| B2        | poniżej 110 kV i powyżej 1 kV  | Moc pobierana większa niż 40 kW i mniejsza niż 5 MW |
| B3        | poniżej 110 kV i powyżej 1 kV  | Moc pobierana nie mniejsza niż 5 MW                 |
| C1        | poniżej 1 kV                   | Moc pobierana nie większa niż 40 kW                 |
| C2        | poniżej 1 kV                   | Moc pobierana większa niż 40 kW                     |

W przypadku układów pomiarowych kategorii B i C, kwalifikacja do poszczególnych kategorii jest uwarunkowana przekroczeniem granicznej wartości mocy pobieranej lub wprowadzanej do sieci. Wartość mocy pobieranej lub wprowadzanej do sieci ustalana jest na podstawie mocy umownej ujętej w zawartej umowie o świadczenie usług dystrybucji lub w umowie kompleksowej z uwzględnieniem wartości mocy przyłączeniowej podmiotu.